# Pan (titul)
Pan je běžný, povšechný, neakademický společenský titul muže, ať už v písemném či ústním styku, stylově neutrální, např. „pan Novák“. Je třeba toto slovo odlišovat od plnohodnotného pojmu pán, se kterým má společnou etymologii (patrně z latinského suppan, možná se zprostředkováním maďarským „župan“), např. „nějaký pán, snad pan majitel“.[zdroj⁠?!]

## Přechylování
Ženský ekvivalent je paní (také madam), gramaticky shodná s paní, tedy ženským ekvivalentem slova pán, tj. vládce nebo majitel.
Obdobou pro dosud neprovdané ženy je titul slečna, jehož užívání je mírně na ústupu ve prospěch právě paní. K tomu přispívá i rozšiřující se stav řady žen ve stálém, ale neoficiálním partnerském a rodinném svazku - formálně slečny, ve skutečnosti paní.

## Používání
Používá se výhradně nesamostatně, a to předřazením dalšímu bližšímu určení, kterým bývá hodnost, profese, jméno nebo příjmení, jako výraz úcty a respektu, např. „pan Janáček“, „pan Dokonalý“, „pan prezident“.
Je-li osoba nositelem akademického titulu, může být tento základní titul vynechán. např. „inženýr Janeček“ místo „pan inženýr Janeček“. To nebrání uvést oba resp. všechny tituly současně, např. „pan inženýr“, „pan doktor“, „pan inženýr doktor“, ale i s profesí, např. „pan stavitel“, „pan ředitel inženýr Janíček“ a podobně.
Oslovení tímto titulem „pan“ ve vokativu j. č. „pane“ se pojí ve spisovné češtině pouze s tvarem, který je rovněž ve vokativu (5. pádu), například „pane Janíčku“, „pane doktore“. Hovorově se přitom běžně užívá také varianta s nominativem „pane Janíček“, „pane doktor“ s náznakem sblížení, familiérnosti, důvěrnosti.
V psané podobě se pan zkracuje na „p.“. Obdobně paní se zkracuje na „pí“
V množném čísle se používá „pánové“, ale i „páni“. Místo paní v množném čísle se zpravidla používá oslovení dámy, nejčastěji ve společném oslovení „Dámy a pánové!“.
Slovo páni! se užívá i jako zvolání, výraz překvapení, stejně jako „Pane (bože)“, „panečku“, „panenko (skákavá)“ apod.